# Carlos Thomas
Carlos Antonio Thomas Cuello (ur. 26 czerwca 1996) – francuski zapaśnik walczący w stylu klasycznym. Brązowy medalista  mistrzostw śródziemnomorskich w 2015. Trzeci na mistrzostwach Francji w 2016 roku.